# Copestylum hydrofenestra
Copestylum hydrofenestra är en tvåvingeart som först beskrevs av Hull 1943.  Copestylum hydrofenestra ingår i släktet Copestylum och familjen blomflugor.
Artens utbredningsområde är Colombia. Inga underarter finns listade i Catalogue of Life.